# Рейнджерский полк
Рейнджерский полк (англ. Ranger Regiment) — формирование специального назначения Британской армии. Сформировано 1 декабря 2021 года в рамках реформы Future Soldier и входит в состав Бригады специальных операций. Полк предназначен для использования, в основном, для ведения нетрадиционных боевых действий и внешней внутренней обороны по аналогии с американскими «зелёными беретами».

## История
22 марта 2021 года был опубликован документ «Оборона в эпоху конкуренции», в котором определялось будущее британских вооружённых сил. В рамках более широкой реорганизации британской армии было объявлено следующее:

Новый четырёхбатальонный полк рейнджеров будет сформирован в августе 2021 года из Собственного Его Величества шотландского пограничного батальона (1-й батальон RRS), 2-го батальона Королевского полка принцессы Уэльской, 2-го батальона Полка герцога Ланкастера и 4-го батальона Стрелкового полка. Новый полк войдёт в состав переименованной Специализированной пехотной группы и станет Бригадой специальных операций.

Первоначально полк планировалось сформировать «на базе 4 пехотных батальонов, но с подбором личного состава из всех подразделений армии». Задача полка заключается в следующем: «[Он будет] предназначен для поддержки и незаметного проведения специальных операций в условиях повышенного риска». По словам корреспондента Forces News, полк будет «выполнять задачи, традиционно выполняемые силами специального назначения Великобритании (Специальная воздушная служба и Специальная лодочная служба)». Во время интервью с (тогдашним) начальником штаба обороны генералом сэром Ником Картером рейнджеры будут «силами специального назначения» и будут «выходить за рамки обучения, консультирования и оказания помощи» для «поддержки местных операций». Он также заявил, что функции рейнджеров будут аналогичны «зелёным беретам» — прозвищу спецназа СВ США.
Первоначально полк должен был быть сформирован в августе 2021 года, однако впоследствии этот срок был перенесен на 1 декабря 2021 года. В начале 2022 года солдаты полка были направлены в Украину в рамках пакета правительственной поддержки Великобритании. В феврале 2022 года солдаты полка были направлены в Гану для проведения тренировок с ганской бригадой специальных операций в рамках подготовки к крупным учениям, а также для оказания помощи в ликвидации угроз, исходящих из их приграничных районов.

## Организация

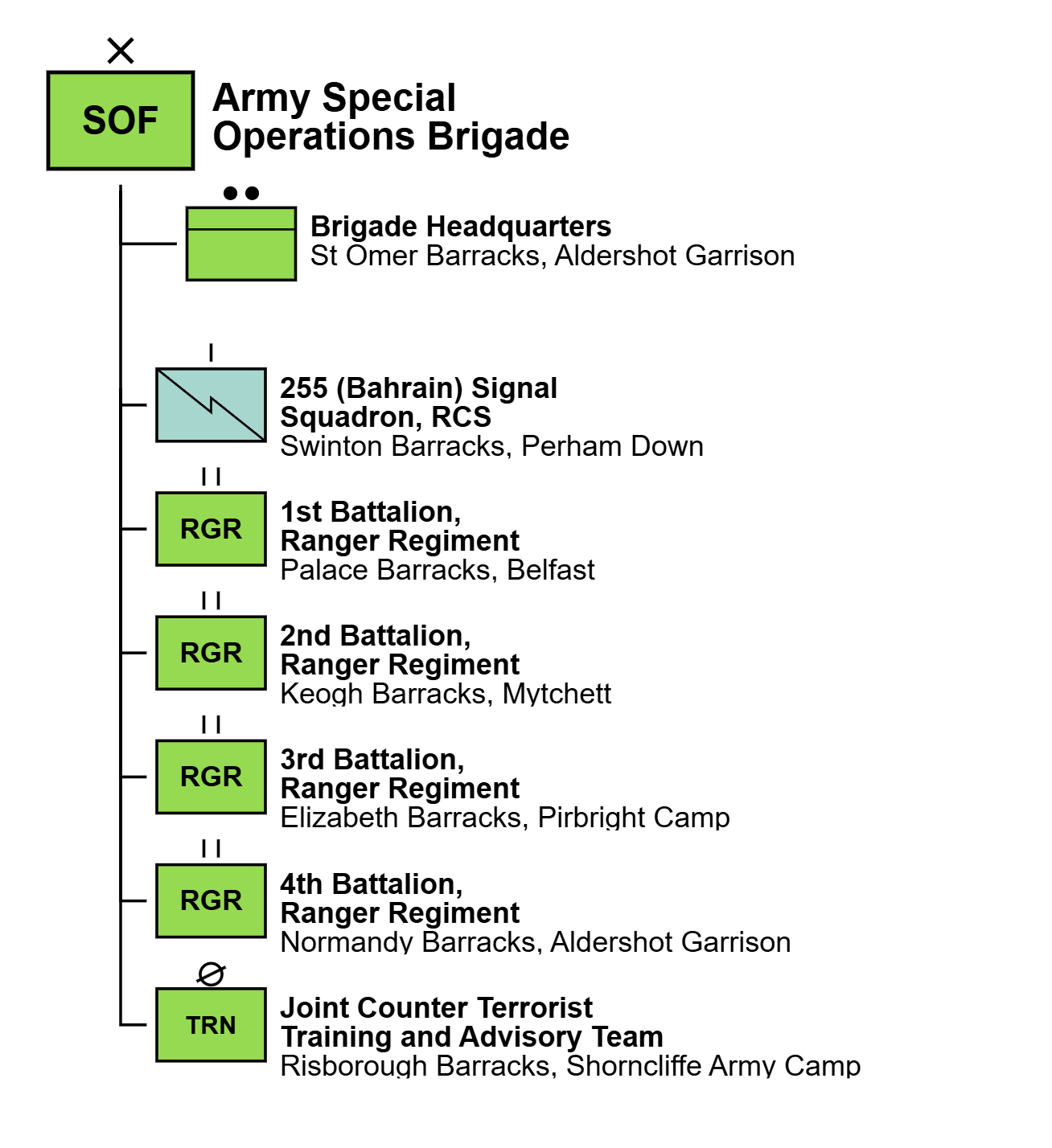
Батальоны полка в составе Бригады специальных операций. 2024 год.

Полк был сформирован 1 декабря 2021 года путем переименования четырёх существующих батальонов Специализированной пехотной группы. Все четыре батальона были сформированы 1 декабря 2021 года и входят в состав Бригады специальных операций, в оперативном отношении они распределены по регионам по всему миру.  Все батальоны будут реорганизованы к апрелю 2023 года.
Полк носит серый берет цвета пушечного металла и устойчивый ремень.
1-й батальон полка рейнджеров (1 RANGER) ранее был Королевским шотландским пограничным батальоном, он же 1-й батальон Королевского полка Шотландии. Батальон базируется в Дворцовых казармах в Белфасте, Северная Ирландия. Его региональная принадлежность — Западная Африка.
2-й батальон полка рейнджеров (2 RANGER) ранее был 2-м батальоном Королевского полка принцессы Уэльской (Её Величества королевский гемпширский). Батальон базируется в казармах Keogh, Эш Вейл, Суррей. В региональном масштабе он дислоцирован в Восточной Африке.
3-й батальон полка рейнджеров (3 RANGER) ранее был 2-м батальоном Полка герцога Ланкастера (Королевский, Ланкаширский и Пограничный). В настоящее время батальон базируется в казармах Элизабет, Пирбрайт, но в 2027 году он будет переведен в гарнизон Олдершот. Его региональная принадлежность — Европа. В 2022 году подразделения полка рейнджеров были направлены в Украину для проведения противотанковой подготовки. В октябре 2022 года подразделения батальона провели учения с 193-м егерским батальоном, входящим в состав Норрландского драгунского полка, специализированной арктической лёгкой пехоты.
4-й батальон полка рейнджеров (4 RANGER) ранее назывался 4-м батальоном Стрелкового полка. Батальон базируется в казармах «Нормандия», гарнизон Олдершот. По региональному признаку он относится к ближневосточному региону.
В состав полка также входит пара рот усиления гуркхов. Они были сформированы в рамках плана реформирования 3-го батальона Королевских гуркхских стрелков, который станет пятым батальоном, приписанным к Специализированной пехотной группе. Рота А (Кориано) была сформирована 31 января 2020 года в качестве первого подразделения нового батальона. Формирование второй роты нового батальона было запланировано на 18 ноября 2021 года. Однако до этого формирование нового батальона было отменено, а две роты были использованы в качестве самостоятельных подразделений, приданных другим батальонам нового полка рейнджеров. После формирования рейнджеров вторая сформированная рота, рота F (Фолклендская), была придана 2-му батальону, а первоначальная рота, переименованная в роту G (Кориано), была придана 4-му батальону.

## Обучение и отбор
Планируется, что батальоны рейнджеров будут «общевойсковыми» батальонами и, таким образом, будут открыты для всех, кто служит в армии, при условии, что они отслужили 18 месяцев после окончания базовой подготовки.
Все кандидаты в полк рейнджеров должны будут пройти двухнедельный курс оценки рейнджеров (RAC), а затем десятинедельный курс рейнджеров всех видов вооружений (AARC), прежде чем вступить в свой батальон.

## Эмблема

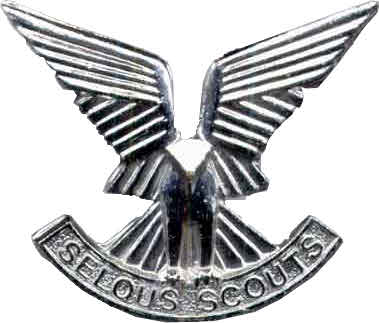
Значок на головном уборе скаутов Селуса, который, по мнению некоторых комментаторов, имеет сходство со значком Рейнджерского полка.

После обнародования эмблема полка рейнджеров стала предметом споров после того, как некоторые комментаторы заявили, что она имеет сходство с эмблемой скаутов Селуса — подразделения специального назначения армии Родезии, действовавшего во время войны в Южной Родезии. В статье Дейли Телеграф утверждается, что несколько офицеров британской армии, которые были посвящены в обсуждение создания берета полка рейнджеров, были обеспокоены тем, что новый значок на фуражке потенциально основан на значке скаутов Селуса, и безуспешно пытались изменить дизайн. Анонимный источник в Министерстве обороны сообщил газете Дейли Телеграф: «Один офицер сказал, что видел электронное письмо, в котором говорилось, что берет действительно основан на значке скаутов Селуса… Там есть очевидные различия, но это близко и явно основано на нём». Однако британская армия отвергла эти утверждения: представитель армии заявил: «Значок на фуражке полка рейнджеров был разработан на основе сапсана. Любые сравнения или ассоциации со скопой, изображённой на значке скаутов Селуса, совершенно неточны. Полк рейнджеров очень гордится своим новым нагрудным знаком, который черпает вдохновение и дух у сапсана: быстрый, проворный и яростно преданный своему партнеру, он действует по всему миру в любых условиях, включая пустыни, горы и города».